# 林邊鄉鐵路高架化計畫
林邊鄉鐵路高架化計畫，又稱林邊溪橋改善計畫，為台鐵高架化計畫之一。起於鎮安車站以南，迄於佳冬車站以北，總長約4.6公里。2008年動工，2012年1月10日由原平面路段切換至高架路段並啟用高架車站，2012年6月完成所有工程。本案皆預留雙軌化及鐵路電氣化之空間，後續已於南迴鐵路電氣化計畫中完成電氣化。

## 沿革
由於近年來林邊地區常遇豪大雨、颱風必淹水的情況發生，林邊溪鐵路橋高程皆低於兩側堤防，常因林邊溪溪水上漲必須顧及列車行駛上的安全而停駛，造成旅客不便及營運損失，交通部臺灣鐵路管理局於2004年提出林邊溪橋改建計畫，直到2006年才完成核定，由交通部鐵路改建工程局辦理。

## 計畫內容
- 林邊溪橋配合防洪計畫改建提高。
- 林邊段鐵路高架化。
- 林邊車站高架化[2]。

## 計畫效益
- 解決林邊鄉水患問題。
- 解決臺鐵屏東線、南迴線因颱風期間林邊溪堤防閘門關閉停駛的問題。
- 消除五處平交道，改善交通問題。

## 工程現況
本計畫已全部完工
- 第一標林邊溪橋以南至引道段，於2008年3月20日動工。
- 第二標林邊溪橋段，於2008年9月23日動工。
- 第三標林邊溪橋以北，含林邊車站高架化，於2008年12月動工。

## 移除的穿越鐵道設施
- 移除平交道共5處：大武路、通墓路、田厝路、溫岸路、水利路

## 外部連結
- 交通部鐵路改建工程局-林邊計畫 （页面存档备份，存于）